# 칼륨

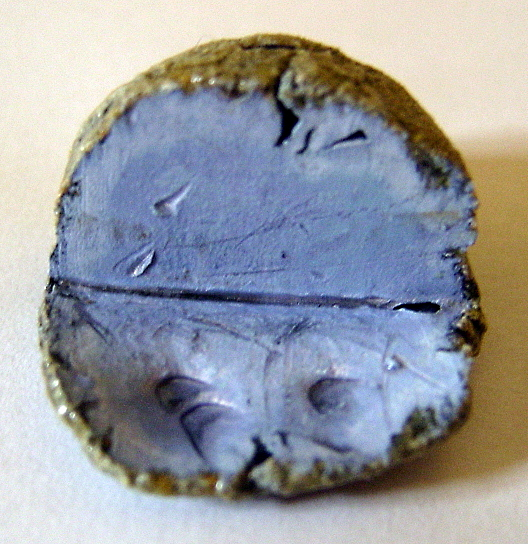

칼륨(문화어: 칼리움←독일어: Kalium 칼리움[*], 일본어: カリウム 카리우무[*]) 또는 포타슘(영어: Potassium 포태슘(puh·tae·see·uhm)[*] [pətæsiəm]), 칼리(문화어: 카리←라틴어: Kali 칼리[*])는 알칼리 금속에 속하는 1족 화학 원소로 기호는 K(←라틴어: Kalium 칼리움[*])이고 원자 번호는 19이다. 무른 은백색 금속으로 바닷물이나 다른 광물에 주로 화합물의 형태로 널리 분포한다. 공기나 물 속에서 급격히 반응하여 산화하며, 나트륨과 화학적 성질이 비슷하다.
2000년 대한화학회에서 공식 명칭을 IUPAC 명칭인 포타슘으로 개정하되, 당분간은 칼륨도 혼용할 수 있다고 정했다. 대한화학회에서는 2014년부터 포타슘 단독 표기로 방침을 바꿨다.
현재의 국립국어원 지정 표준어는 칼륨이다.
1가 양이온 칼륨(K+)이 포함된 염 즉, 질산 칼륨(KNO2), 염화 칼륨(KCl), 황화 칼륨(K2S), 황산 칼륨(K2SO4), 탄산 칼륨(K2CO3)은 물에 잘 녹는다.

## 물리적 특성
대단히 무르며 껌과 비슷한 강도를 지녔다. 매우 물러 미끄러지듯 잘린다.

## 화학적 특성
공기중에서 자발적으로 발화할 수 있다. 산소와 반응하여 산화칼륨과 과산화칼륨을 생성한다. 과산화칼륨은 격심한 폭발성을 지니고 있기에 칼륨 금속이 들어있는 병을 열다 마찰에 의해 폭발하는 경우가 있다. 물과 급속도로 반응하여 폭발한다. 이때 칼륨의 보라빛 불꽃을 관찰할 수 있다. 나트륨과 비교해 반응성이 상당히 크기에 취급에 대단한 주의를 기울여야 한다. 리튬, 나트륨과 마찬가지로 보관에 케로센이나 파라핀유를 사용할 수 있지만 이들의 존재 하에서 마저도 쉽게 산화되기에 오래 보존하는 경우 아르곤 대기 하에 보존하거나 이중병을 사용하는 것이 좋다. 칼륨 금속을 전혀 산화되지 않게 보관하는 것은 매우 어렵다. 나트륨과 임의의 비율로 섞여 나크(NaK) 합금을 만든다. 나크 합금은 액체 상태이며 역시 물과 격렬히 반응한다. 액체 암모니아에 녹아 푸른 빛을 띠는 용액이 된다. 알코올과 격렬히 반응한다.

## 생물학적 역할
섭취된 칼륨이 흡수되고 문맥 순환으로 들어옴에 따라 인슐린 분비가 자극된다. 인슐린은 또한 세포막의 나트륨-칼륨 펌프(Na+/K+-ATPase)를 자극하여 칼륨이 세포 내로 들어오는 것을 촉진하기 때문에, 당뇨병과 같이 인슐린 합성에 문제가 있는 환자들은 고칼륨혈증이 발생하기 쉽다. 아드레날린 수용체 작용제(β2-adrenergic agonists) 또한 칼륨이 세포 내로 유입되는 것을 촉진하며, 세포 외의 칼륨 농도가 증가하면 앤지오텐신에 의해 알도스테론 분비가 자극되고, 이것이 칼륨의 배출량을 증가시킨다. 체내 칼륨 균형이 정상인 상태에서 칼륨 배출은 체내의 칼륨 공급에 따라 조절되는데, 섭취한 칼륨의 약 90%는 소변으로 배출되고 나머지 약 10%는 대변으로 배출된다.
또한 산혈증이나 알칼리혈증도 칼륨의 세포 간 이동에 영향을 줄 수 있다. 산혈증이 있는 경우에는 세포 외의 수소 양이온 농도가 높아지면서 수소 양이온이 세포 내로 들어오고 전해질 균형을 맞추기 위해 칼륨이 세포 밖으로 나가게 된다. 반대로 알칼리혈증이 있는 경우는 칼륨이 세포 안으로 유입된다.
염화칼륨은 식염을 대체할 수 있다.

## 주의
칼륨은 물과 격한 반응을 나타내는데 여기서 수산화칼륨(KOH)과 수소 기체가 발생한다.
2 K (s) + 2 H2O (l) → 2KOH (aq) + H2 (g)
이러한 반응은 발열성이 있으며 이에 따른 온도는 발생하는 수소를 불붙게 할 만큼 강력하다. 다시 말해 주위에 산소도 존재하면 폭발할 수도 있다. 수산화칼륨은 피부를 극심한 화상을 입힐 정도로 강한 알칼리성이다.
칼륨은 산소와 반응하여 폭발성인 과산화칼륨을 생성할 수 있으므로 유의해야 한다.

## 칼륨-아르곤 연대 측정
칼륨-아르곤 연대 측정은 칼륨-40을 이용하여 암석의 절대 연령을 측정하는 방법이다.

## 같이 보기
- 포타시
- 소듐
- 칼륨-아르곤 연대 측정
- 망가니즈